# Drypetes moliwensis
Drypetes moliwensis là một loài thực vật có hoa trong họ Putranjivaceae. Loài này được Cheek & Radcl.-Sm. mô tả khoa học đầu tiên năm 2000.